# Tena Kourou
Tena Kourou (též Ténakourou, 747 m n. m.) je hora v západní Africe. Leží na státní hranici mezi Burkinou Faso (region Cascades) a Mali (region Sikasso). Jedná se o nejvyšší horu Burkiny Faso.

## Fotogalerie

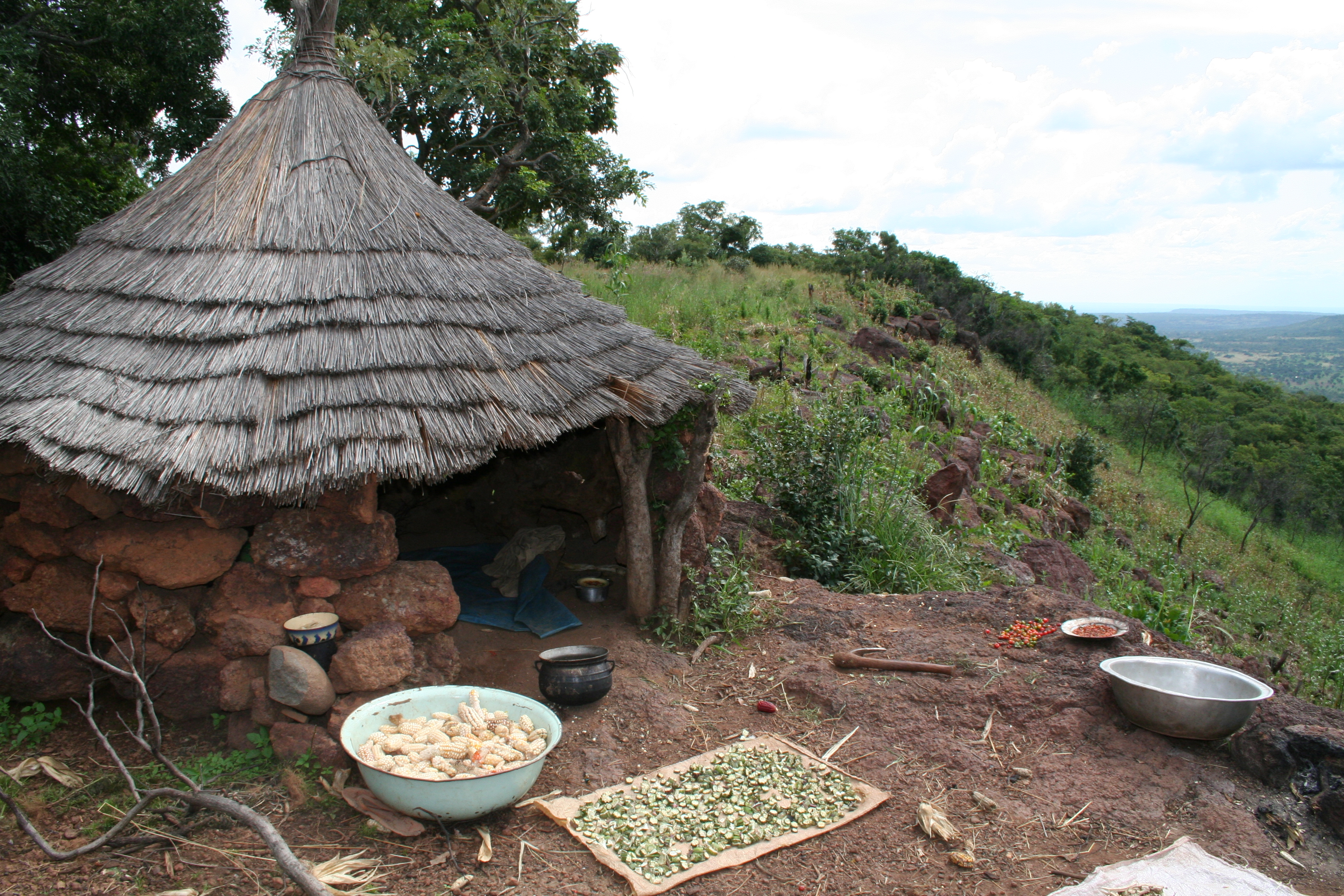
Chatka poblíž vrcholu Tena Kourou
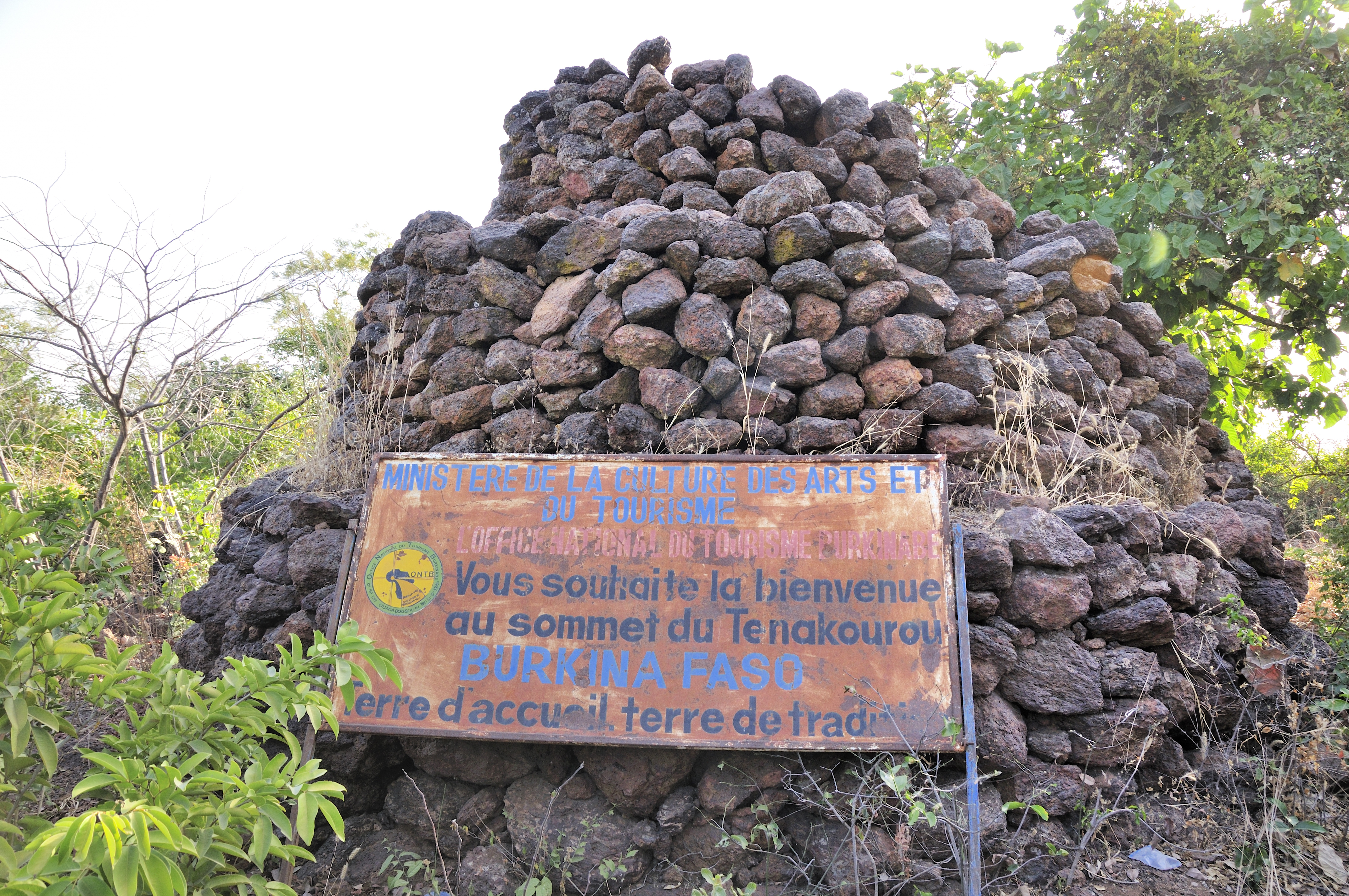
Kameny na vrcholu Tena Kourou
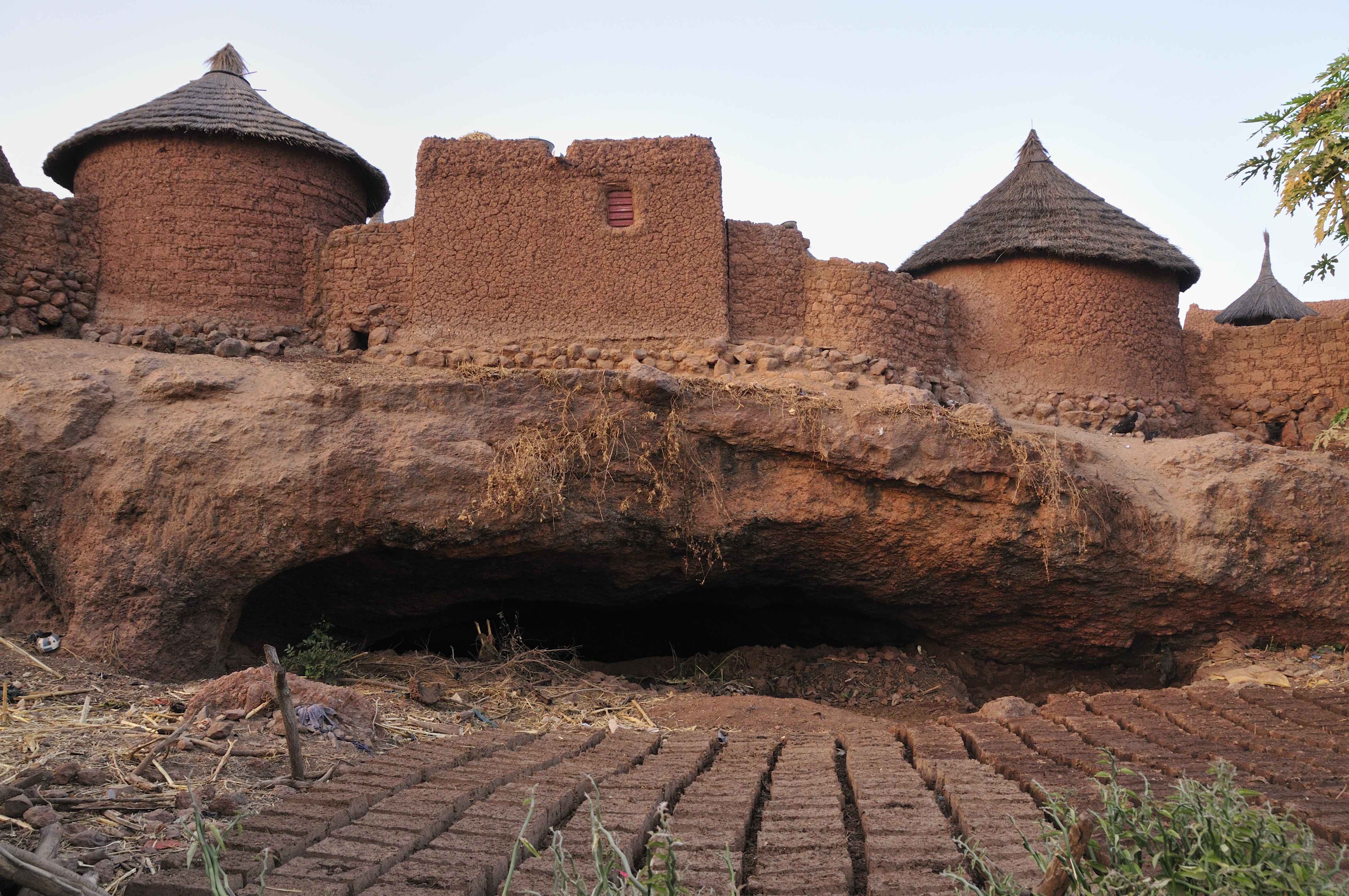
Vesnice na úbočí Tena Kourou